# مهرجان أفلام السعودية
مهرجان أفلام السعودية مهرجان سينماني انطلق في 2008 بمبادرة من الجمعية العربية السعودية للثقافة والفنون بالدمام وبحضور وزير الثقافة والإعلام (السابق) إياد بن أمين مدني، ويهدف المهرجان ليكون محركاً لصناعة الأفلام ومعززاً للحراك الثقافي في المملكة العربية السعودية، كما يهدف لتوفير الفرصة للموهبين في صناعة السينما في السعودية والاحتفاء بأفضل الأفلام السينمائية. ويدير المهرجان منذ انطلاقه الشاعر أحمد الملا.

## تاريخ المهرجان

### الدورة الأولى
انطلقت الدورة الأولى من مهرجان الأفلام السعودية في مرحلة مبكرة 2008 وذلك قبل التصريح الرسمي بالموافقة إصدار تراخيص للراغبين في فتح دور للعرض السينمائي في المملكة العربية السعودية في ديسمبر 2017، وشارك في تلك الدورة 44 فيلماً، فاز بالنخلة الذهبية في فئة الأفلام الطويلة فيلم «بقايا طعام» للمخرج موسى آل ثنيان، وفاز بالنخلة الذهبية فيلم «السينما 500 كلم» للمخرج عبد الله آل عياف فئة الأفلام الوثائقية، كما فاز سيناريو «الصديقان» للكاتب عباس الحايك بالنخلة الذهبية في مسابقة السيناريو. وكان المخرج السينمائي السعودي عبد الله المحيسن، وهو الشخصية المكرمة في المسابقة بنسختها الأولى.

### الدورة الثانية
أقيمت الدورة الثانية في عام 2015 بعد توقف لسبع سنوات، حيث تنافس 66 فيلماً و34 سيناريو للفوز في أِربع مسابقات هي: مسابقة الأفلام الروائية القصيرة، ومسابقة الأفلام الوثائقية القصيرة، ومسابقة أفلام الطلبة، ومسابقة السيناريو، وفاز بالنخلة الذهبية في مسابقة الأفلام الروائية القصيرة فيلم «شكوى» للمخرجة هناء العمير، وفاز فيلم «الزواج الكبير» للمخرج فيصل العتيبي بالنخلة الذهبية في مسابقة الأفلام الوثائقية القصيرة، وفاز بالنخلة الذهبية في مسابقة أفلام الطلبة فيلم «ضائعون» للمخرج محمد الفرج، وفاز بالنخلة الذهبية في مسابقة السيناريو سيناريو «نذر» للكاتب عباس الحايك. واختير الفنان والمخرج إبراهيم بن حمد القاضي ليكون الشخصية المكرمة في هذه الدورة.

### الدورة الثالثة
في عام 2016 أقيمت الدورة الثالثة للمهرجان، وتنافس 55 سيناريو و70 فيلما على جوائز هذه الدورة. وفاز بالنخلة الذهبية في مسابقة الأفلام الروائية القصيرة فيلم «كمان» للمخرج عبد العزيز الشلاحي، وحصل على النخلة الذهبية في مسابقة الأفلام الوثائقية القصيرة فيلم «أصفر» للمخرج محمد الصفار، وفي مسابقة أفلام الطلبة فاز بالنخلة الذهبية فيلم «ماطور» للمخرج محمد الهليّل، أما مسابقة السيناريو غير المنفذ فقد فاز بنخلتها الذهبية سيناريو «ثوب العرس» للكاتبة زينب آل ناصر واختارت لجنة المهرجان المخرج سعد الفريح ليكون الشخصية المكرمة للدورة تقديراً لريادته في مجال صناعة المحتوى المرئي والمسموع في السعودية.

### الدورة الرابعة
نظمت الجمعية العربية للثقافة والفنون الدورة الرابعة لمهرجان أفلام السعودية في عام 2017 بشراكة مع مركز الملك عبد العزيز الثقافي العالمي (إثراء)، وانطلق المهرجان في هذه الدورة بمشاركة 136 فيلماً وفي السيناريو 116 مشاركة، وقد فاز بالجائزة الكبرى والنخلة الذهبية فيلم «المغادرون» للمخرج عبد العزيز الشلاحي، وبجائزة لجنة التحكيم الخاصة فيلم «لسان» للمخرج محمد السلمان، وفاز فيلم «لا أستطيع تقبيل وجهي» للمخرج علي السمين بجائزة النخلة الذهبية لأفضل تصوير، وفاز الممثل محمد القس بجائزة النخلة الذهبية لأفضل ممثل عن دوره في فيلم «المغادرون»، وفاز بجائزة النخلة الذهبية لأفضل سيناريو منفذ فيلم «فضيلة أن تكون لا أحد» للمخرج بدر الحمود، وفاز في بالجائزة الكبرى والنخلة الذهبية في مسابقة الأفلام الوثائقية فيلم «مبنى 20» للمخرج عبد العزيز الفريح، وفاز بالجائزة الكبرى والنخلة الذهبية في مسابقة أفلام الطلبة فيلم «300 كم» للمخرج محمد الهليّل، كما فاز بجائزة النخلة الذهبية لأفضل سيناريو غير منفذ سيناريو «لسان آدم» للكاتب حسن الحجيلي، وفاز بجائزة النخلة الذهبية لأفضل ملصق فيلم «المغادرون»، وفاز بجائزة النخلة الذهبية لأفضل فيلم عن مدينة سعودية فيلم «أنسنة المدن» للمخرج فيصل العتيبي. وفي هذه الدورة اختير الفنان سعد خضر ليكون الشخصية المكرمة.

### الدورة الخامسة
أقيمت الدورة الخامسة عام 2019 بلغ مجموع المشاركات المسجّلة 154 فيلماً و186 سيناريو. وقد فاز بجائزة النخلة الذهبية لأفضل فيلم روائي فيلم «المسافة صفر» للمخرج عبد العزيز الشلاحي، وفاز بجائزة النخلة الذهبية لأفضل فيلم وثائقي فيلم «الكهف» للمخرج عبد الرحمن صندقجي، وفي مسابقة أفلام الطلبة فاز بجائزة النخلة الذهبية لأفضل فيلم فيلم «حرق» للمخرج علي الحسين، وفي مسابقة السيناريو غير المنفذ فازت بجائزة النخلة الذهبية لأفضل سيناريو الكاتبة البندري البقمي عن سيناريو «ثلاثة صفر». وفاز بجائزة النخلة الذهبية لأفضل ملصق فيلم فيلم «رد فلفت»، كما فاز بجائزة النخلة الذهبية لأفضل فيلم عن مدينة سعودية فيلم «مهلائيل» للمخرج معاذ العوفي. واختير مسعود أمرالله آل علي ليكون الشخصية المكرمة في هذه الدورة.

### الدورة السادسة
أقيمت الدورة السادسة افتراضياً في الفترة من 1 إلى 6 سبتمبر 2020، وذلك بسبب جائحة كورونا. وعرضت فعاليات المهرجان عبر قناة «يوتيوب» لمهرجان أفلام السعودية، إلى جانب البث المباشر للحوارات مع صنّاع الأفلام والعديد من ورش العمل المتخصصة، وتنافس أكثر من 230 مشاركاً على 13 جائزة في المهرجان، وفاز بجائزة النخلة الذهبية في مسابقة الأفلام الروائية لأفضل فيلم أول فيلم «ومتى أنام» للمخرج حسام السيد، وبجائزة النخلة الذهبية لأفضل فيلم ثانٍ المخرجة ضي الراشد عن فيلم «لومييغ»، أما جائزة الجمهور لمسابقة الأفلام الروائية، فحصل عليها فيلم «حجب» للمخرج محمد العتباني.
وفي مسابقة الأفلام الوثائقية فاز بالنخلة الذهبية لأفضل فيلم أول فيلم «القرية» للمخرج محمد الحمادي، وفاز بالنخلة الذهبية لأفضل فيلم ثانٍ فيلم «حواس» للمخرج خالد زيدان، وذهبت جائزة الجمهور لمسابقة الأفلام الوثائقية لفيلم «طلال في داكار» للمخرج سعد طحيطح.
وفي مسابقة أفلام الطلبة فاز النخلة الذهبية لأفضل فيلم أول فيلم «عودة» للمخرج أنس الحميد، والنخلة الذهبية لأفضل فيلم ثانٍ فيلم «من رجب» للمخرجة نورا الفريخ، وفاز فيلم «الدائرة الحمراء» للمخرج عبد العزيز سرحان بجائزة الجمهور.
وفي مسابقة السيناريو غير المنفذ منحت جائزة النخلة الذهبية لأفضل سيناريو طويل أول للكاتب محمد الشاهين عن نص «سيناريست»، وفاز بجائزة النخلة الذهبية لأفضل سيناريو طويل ثانٍ الكاتب مهناء المهنا عن نص «عيال قرية». وفاز الكاتب نايف العصيمي بالنخلة الذهبية لأفضل سيناريو قصير أول عن نص «صراخ»، كما فاز عقيل الخميس بالنخلة الذهبية لأفضل سيناريو قصير ثانٍ عن نص «القنبار».

### الدورة السابعة
أقيمت في الفترة من 1 إلى 7 يوليو 2021 تحت عنوان (سينما الصحراء)، ومنحت جائزة طويق لأفضل فيلم يعبر عن مدينة سعودية لفيلم «حد الطار» للمخرج عبد العزيز الشلاحي، وفاز فيلم «بيضة تمردت» للمخرج سلطان ربيع، أما جائزة لجنة التحكيم ففاز بها فيلم «أربعون عاماً وليلة» للمخرج محمد هليل. أما جائزة النخلة الذهبية فجاءت نتيجتها كالتالي:
| أفضل فيلم طويل               | أفضل فيلم قصير           | أفضل فيلم وثائقي                | أفضل صورة فيلم | أفضل ممثل                       | أفضل ممثلة                | أفضل موسيقى                    |
| ---------------------------- | ------------------------ | ------------------------------- | -------------- | ------------------------------- | ------------------------- | ------------------------------ |
| حد الطار(عبد العزيز الشلاحي) | الطائر الصغير (خالد فهد) | حكاية روشان (عبد المجيد الحربي) | سيدة البحر     | مشعل المطيري(أربعون يوماً وليلة) | بسيمة الحجار (سيدة البحر) | غيا رشيدات (أربعون عاماً وليلة) |

### الدورة الثامنة
أقيمت في القترة من 2 إلى 9 يونيو 2022 بتنظيم من جمعية السينما بالشراكة مع مركز الملك عبدالعزيز الثقافي العالمي (إثراء) وبدعم من هيئة الأفلام التابعة لوزارة الثقافة، وقد أتيح للأفلام الخليجية المنافسة مع الأفلام السعودية على جوائز النخلة الذهبية. كما استحدثت إدارة المهرجان فئات جديدة من الجوائز، منها النخلة الذهبية لأفضل فيلم خليجي، وجائزة أفضل سيناريو منفذ، وجائزة غازي القصيبي لأفضل سيناريو عن رواية سعودية، إضافة لجائزة عبد الله المحيسن للفيلم الأول، التي تم استحداثها في الدورة السابعة.وكرم المهرجان كلا من السينمائي السعودي خليل الرواف، والمخرج الكويتي خالد الصديق.
| جائزة عبد الله المحيسن للفيلم الأول | جائزة الفيلم الخليجي  | جائزة جبل طويل لأفضل فيلم عن مدينة سعودية |
| ----------------------------------- | --------------------- | ----------------------------------------- |
| حوض الأحلام (ماجدولين خالد الحربي   | حلم صغير (سراء الشحي) | جوي (فايزة أمبا)                          |

| أفضل فيلم وثائقي قصير                | أفضل فيلم قصير    |
| ------------------------------------ | ----------------- |
| من ذاكرة الشمال (عبد المحسن المطيري) | زوال (مجتبى سعيد) |

| أفضل فيلم طويل | أفضل ممثل                     | أفضل ممثلة     | أفضل تصوير سينمائي | أفضل موسيقى      | جائزة لجنة التحكيم | أفضل سيناريو منفذ |
| -------------- | ----------------------------- | -------------- | ------------------ | ---------------- | ------------------ | ----------------- |
| قوارير         | إبراهيم الحساوي (قبل أن ننسى) | سمر ششه (كيان) | قوارير             | كيان (حكيم جمعة) | قوارير             | قوارير            |

### الدورة التاسعة
أقيمت في الفترة من 4 إلى 11 مايو 2023 في مركز الملك عبد العزيز الثقافي العالمي (إثراء) بتنظيم من جمعية السينما السعودية، وبدعمٍ من هيئة الأفلام التابعة لوزارة الثقافة، وتنافس في هذه الدورة 52 عملاً سينمائياً على جوائز المسابقات المختلفة، واختير 78 فيلماً للعرض، إضافة إلى 24 عرضاً موازياً. وكُرم خلال هذه الدورة كل من: السينمائي السعودي صالح الفوزان والكاتب السينمائي والأديب البحريني أمين صالح.
| الجائزة                                        | الفائز                                             | المصدر |
| ---------------------------------------------- | -------------------------------------------------- | ------ |
| النخلة الذهبية لأفضل فيلم طويل                 | عبد (منصور أسد)                                    |        |
| النخلة الذهبية للفيلم الخليجي - الروائي الطويل | آخر السعادة (سعد الصباغ) رجل الخشب (قتيبة الجنابي) |        |
| النخلة الذهبية لجائزة لجنة التحكيم             | أغنية الغراب (محمد السلمان)                        |        |
| النخلة الذهبية لأفضل ممثل                      | عصام عواد (فيلم أغنية الغراب)                      |        |
| النخلة الذهبية لأفضل ممثلة                     | أسيل عمران (فيلم طريق الوادي)                      |        |
| النخلة الذهبية لأفضل سيناريو منفذ              | عبد (منصور أسد)                                    |        |
| النخلة الذهبية لأفضل تصوير سينمائي             | أغنية الغراب (محمد السلمان)                        |        |
| النخلة الذهبية لأفضل تصميم صوت                 | المكان المهجور (جيجي حزيمة)                        |        |
| النخلة الذهبية لأفضل مونتاج                    | عبد (منصور أسد)                                    | [ 24 ] |

| الجائزة                                        | الفائز                        | المصدر |
| ---------------------------------------------- | ----------------------------- | ------ |
| النخلة الذهبية لأفضل فيلم قصير                 | ترياق (حسن سعيد)              |        |
| النخلة الذهبية للفيلم الخليجي - الروائي القصير | مكان في الزمن (نواف الجناحي)  |        |
| النخلة الذهبية لأفضل فيلم أنيميشن              | وحش من السماء (مريم خياط)     |        |
| جائزة عبد الله المحيسن للفيلم الأول            | كبريت (سلمى مراد)             |        |
| النخلة الذهبية لأفضل تصوير سينمائي             | ترياق (حسن سعيد)              |        |
| النخلة الذهبية لأفضل ممثل                      | حكيم جمعة (فيلم لا تروح بعيد) |        |
| النخلة الذهبية لأفضل ممثلة                     | فاطمة الشريف (فيلم زبرجد)     |        |
| النخلة الذهبية لجائزة لجنة التحكيم             | زبرجد (حسين المطلق)           | [ 24 ] |

| الجائزة                                      | الفائز                                    | المصدر |
| -------------------------------------------- | ----------------------------------------- | ------ |
| النخلة الذهبية لأفضل فيلم وثائقي             | تحت سماء واحدة (مجتبى سعيد)               |        |
| النخلة الذهبية للفيلم الخليجي الوثائقي       | مسافات طويلة (حمد القصابي - علي البيماني) |        |
| جائزة جبل طويق لأفضل فيلم عن مدينة سعودية    | العرضة النجدية (فيصل العتيبي)             |        |
| النخلة الذهبية جائزة الموضوع الوثائقي الفريد | تروكاج (أحمد أبو زنادة)                   |        |
| النخلة الذهبية لجائزة لجنة التحكيم           | قصة ملك الصحافة (حسن سعيد)                | [ 24 ] |

### الدورة العاشرة
أقيمت الدورة العاشرة من مهرجان أفلام السعودية في الفترة من 2 - 9 مايو 2024م، وكان محور هذه الدورة "سينما الخيال العلمي". واختير الفنان عبد المحسن النمر ليكون الشخصية المكرمة في هذه الدورة.
| الجائزة                                                | الفائز                                          | المصدر |
| ------------------------------------------------------ | ----------------------------------------------- | ------ |
| النخلة الذهبية لجائزة لجنة التحكيم                     | "هجان" للمخرج أبو بكر شوقي                      | [ 26 ] |
| النخلة الذهبية لأفضل تأليف موسيقي                      | أمين بوحافظ عن فيلم "هجان"                      |        |
| النخلة الذهبية لأفضل تصوير سينمائي                     | أحمد السفياني وريكاردو قيل عن فيلم "بين الرمال" |        |
| جائزة خاصة من لجنة التحكيم للتمثيل في الأفلام الخليجية | عبير محمد عن فيلم "المرهقون"                    |        |
| النخلة الذهبية لأفضل مونتاج                            | كرستيان بينتو عن فيلم "ذلك الشعور الذي"         |        |
| النخلة الذهبية للفيلم الخليجي الروائي الطويل           | فيلم "المرهقون"                                 |        |
| النخلة الذهبية لأفضل فيلم طويل                         | "بين الرمال" للمخرج محمد العطاوي                |        |
| النخلة الذهبية لأفضل ممثل                              | عمر العطوي عن دوره في فيلم "هجان"               |        |
| النخلة الذهبية لأفضل ممثلة                             | تولين عصام عن دورها في فيلم "هجان"              | [ 27 ] |

| الجائزة                                      | الفائز                                    | المصدر |
| -------------------------------------------- | ----------------------------------------- | ------ |
| النخلة الذهبية لجائزة لجنة التحكيم           | "أنا وعيدروس" للمخرجة سارة بالغنيم        |        |
| النخلة الذهبية لأفضل فيلم قصير               | "قصة صالح" للمخرج زكي آل عبدالله          |        |
| النخلة الذهبية للفيلم الخليجي الروائي القصير | "عذر أجمل من ذنب" للمخرج هاشم شرف         |        |
| جائزة عبد الله المحيسن للفيلم الأول          | "بصيرة" للمخرج عبد العزيز الحسين          |        |
| النخلة الذهبية لأفضل تصوير سينمائي           | "بخروش" لـ رضوان جمال                     |        |
| النخلة الذهبية لأفضل ممثلة                   | آيدا القصي عن دورها في فيلم "أنا وعيدروس" |        |
| النخلة الذهبية لأفضل ممثل                    | مهند الصالح عن دوره في فيلم "بصيرة"       | [ 28 ] |
| النخلة الذهبية لأفضل فيلم أنميشن أول         | "مسند" للمخرج عبد الرحمن صالح             |        |
| النخلة الذهبية لأفضل فيلم أنميشن ثاني        | "بين البينين" للمخرجة إيثار باعامر        | [ 27 ] |

| الجائزة                                                        | الفائز                                                         | المصدر        |
| -------------------------------------------------------------- | -------------------------------------------------------------- | ------------- |
| النخلة الذهبية للموضوع الوثائقي الفريد                         | "ذاكرة عسير" للمخرج سعد طحيطح                                  |               |
| النخلة الذهبية لأفضل فيلم وثائقي                               | "سباق الحمير" للمخرج محمد باقر                                 |               |
| النخلة الذهبية لأفضل فيلم عن البيئة السعودية                   | "هورايزن" للمخرج فابين لميير                                   |               |
| النخلة الذهبية لجائزة لجنة التحكيم                             | "أندرقراوند" للمخرج عبدالرحمن صندقجي                           |               |
| النخلة الذهبية للفيلم الخليجي الوثائقي                         | "بر سار" للمخرج محمد جاسم                                      |               |
| جائزة جبل طويق لأفضل فيلم عن مدينة سعودية                      | "أصوات العلا" لـ ميتوشكا ألكوفا                                |               |
| تنويه خاص من لجنة التحكيم لفيلم "الإيحلة" للمخرج محمد المبارك. | تنويه خاص من لجنة التحكيم لفيلم "الإيحلة" للمخرج محمد المبارك. | [ 27 ] [ 29 ] |

### الدورة الحادية عشرة
أقيمت فعاليات الدورة الحادية عشرة من مهرجان أفلام السعودية، الذي تنظّمه جمعية السينما بالشراكة مع مركز الملك عبد العزيز الثقافي العالمي (إثراء)، وبدعم من هيئة الأفلام، تحت شعار "قصص تُرى وتُروى". وشهدت هذه الدورة العديد من الفعاليات ومنها عروض الأفلام وندوات وجلسات ومن أبرزها: 131 برنامجاً وفعالية، 7 أيام سينمائية، 68 فيلماً سعودياً وخليجياً وعربياً ومن مختلف أنحاء العالم 12 فيلماً عرضت عرضاً أولاً، و36 عرضاً سعودياً و12 عرضاً خليجياً، كما شهدت الدورة إقامة 4 ندوات ثقافية ومعرفية، 4 دروس متقدمة من خبراء محليين وعالميين، 3 جلسات توقيع كتب الموسوعة السعودية للسينما، 15 عضو لجنة التحكيم، 22 مشروعاً في سوق الإنتاج، 2 معمل تطوير السيناريو، 5 مسابقات. وفي حفل افتتاح الدورة الـ 11 من مهرجان أفلام السعودية كُرّم الفنان السعودي إبراهيم الحساوي عن مسيرته الفنية.
| الجائزة                                      | الفائز                                 | المصدر |
| -------------------------------------------- | -------------------------------------- | ------ |
| النخلة الذهبية لأفضل فيلم روائي طويل         | "سلمى وقمر" للمخرجة عهد كامل           |        |
| النخلة الذهبية للفيلم الخليجي الروائي الطويل | "أناشيد آدم" للمخرج عدي رشيد           |        |
| النخلة الذهبية لأفضل تمثيل                   | مشعل المطيري عن فيلمي: "هوبال" و"ثقوب" |        |
| تنويه خاص من لجنة التحكيم                    | فيلم "هوبال"                           |        |
| تنويه خاص من لجنة التحكيم                    | فيلم "ثقوب"                            |        |
| تنويه خاص من لجنة التحكيم                    | فيلم "سوار"                            | [ 31 ] |

| الجائزة                                      | الفائز                                  | المصدر |
| -------------------------------------------- | --------------------------------------- | ------ |
| النخلة الذهبية لأفضل فيلم روائي قصير         | فيلم "ميرا ميرا ميرا" للمخرج خالد زيدان |        |
| النخلة الذهبية للفيلم الخليجي الروائي القصير | فيلم "وهم" لعيسى الصبحي (من سلطنة عمان) |        |
| جائزة عبد الله المحيسن للفيلم الأول          | فيلم "شرشورة" للمخرج أحمد النصر         |        |
| تنويه خاص من لجنة التحكيم                    | فيلم "انصراف"                           | [ 31 ] |

| الجائزة                                   | الفائز                                           | المصدر |
| ----------------------------------------- | ------------------------------------------------ | ------ |
| النخلة الذهبية لأفضل فيلم وثائقي          | فيلم "عثمان في الفاتيكان" للمخرج ياسر بن غانم    |        |
| النخلة الذهبية للفيلم الخليجي الوثائقي    | فيلم "الجانب المظلم من اليابان" للمخرج عمر فاروق |        |
| جائزة جبل طويق لأفضل فيلم عن مدينة سعودية | فيلم "قرن المنازل" للمخرج مشعل الثبيتي           |        |
| تنويه خاص من لجنة التحكيم                 | فيلم "عين السبعين"                               |        |
| تنويه خاص من لجنة التحكيم                 | فيلم "دينامو السوق"                              | [ 31 ] |